# Miaoling
Miaoling (ang. Miaolingian), kambr środkowy
- w sensie geochronologicznym – trzecia epoka kambru. Trwała ok. 13 mln lat, od ok. 509 do ok. 497 mln lat temu. Jest to epoka młodsza od drugiej epoki kambru (nieposiadającej oficjalnej nazwy), a starsza od furongu. Dzieli się na trzy wieki: wuliuan, drum i gużang.

- w sensie chronostratygraficznym – trzeci oddział kambru. Dzieli się na trzy piętra: wuliuan, drum i gużang.